# Синиця Степан Мартинович
Степа́н Марти́нович Сини́ця — український радянський футболіст і дитячий тренер, вихованець одеського футболу, відомий за виступами у складі команди «Динамо» (Київ) 1929—1933 років.

## Загальні відомості

Київське «Динамо» перед матчем із дніпропетровським. Зліва направо: Пржепольський, Сердюк, Бардадим, Малхасов, Синиця, Тютчев, Піонтковський, Печений, Бланк, Денисов, Ідзковський

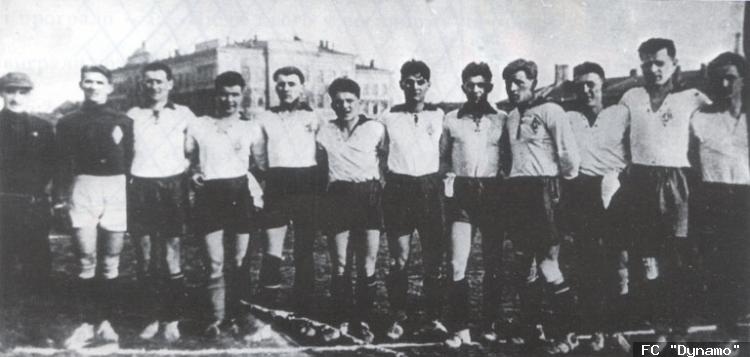
Київське «Динамо» 1929 року. Степан Синиця — шостий зліва

Вихованець одеського футболу Степан Синиця разом з земляком Михайлом Малхасовим приєднався до київської команди «Динамо» 1929 року, де успішно виступав як форвард. Був учасником першого міжміського матчу «Динамо» 17 травня 1929 року, коли команда вдома перемогла своїх одеських одноклубників з рахунком 4:0. 29 липня 1929 року забив важливий м'яч у ворота московських одноклубників у виїзному матчі, в якому кияни здобули сенсаційну перемогу з рахунком 2:1.
Був учасником чемпіонатів УСРР, динаміад УСРР з футболу.
Також виступав за збірну Києва, яка 1932 року обіграла на виїзді збірну Москви з рахунком 5:2.
1932 року повернувся до рідної Одеси. За іншими даними, як «ворог народу» в 1932 році працював на будівництві Біломорканалу.
Але вже 1933 року знову посилив склад «Динамо».
Після завершення кар'єри гравця став футбольним тренером. До війни тренував досить сильну команду Київського політехнічного інституту «Рот фронт», що була під його керівництвом і чемпіоном, і володарем Кубка Києва. В цій команді перед війною грав відомий динамівець Микола Коротких.
З 1950-х років тренував дитячі команди Києва (дитяча — до 12 років — команда заводу «Ленінська кузня», що виступала на першість Києва; футбольна школа № 1 київського «Динамо»). Серед його вихованців — Анатолій Крощенко, Валентин Трояновський, Володимир Ханенко.

## Досягнення
- 1929 — увійшов до 12 найкращих футболістів УПСТ «Динамо»
- 1931 — переможець першості ПСТ «Динамо»